# Melisa Wallack
Melisa Wallack é uma roteirista e cineasta americana. Como reconhecimento, foi nomeada ao Oscar 2014 na categoria de Melhor Roteiro Original por Dallas Buyers Club.